# نتیویت چوتیفتفیسال
نتیویت فرانک چوتیفَتفِیسال (تایلندی: เนติวิทย์ โชติภัทร์ไพศาล؛ زادهٔ ۱۰ سپتامبر ۱۹۹۶) یک فعال دانشجویی، کتابدار و مخالف با خدمت سربازی و ناشر و نویسنده اهل تایلند است. او بنیانگذار گروه اتحاد انقلاب آموزشی تایلند و گروه تحصیلات برای آزادی سیام است. هر دو گروه خواستار رفرم در سیستم آموزشی تایلند می‌باشند.
نتیویت یک فعال دانشجویی و یک مخالف صریح علیه دولت است که در فیس بوک خود و در جمع دانشجویان علیه فدراسیون تایلند به مخالفت علنی می‌پردازد. در ۲۰۱۸، پلیس شش تن از دانشجویان از جمله نتیویت را به عنوان لیدر تظاهرات دستگیر کرد و آنها را به همراه سی و دو معترض دیگر به اتهام نقض قانونمجمع عمومی ۲۰۱۵ برای ایشان احکامی بین ۷ تا ۹ سال زندان صادر نمود.
نتیویت همچنین به عنوان رئیس شورای دانشجویی در دانشگاه چولالونگکورن انتخاب شد، اما پس از ۲۰۱۷ و حادثه تظاهرات در دانشگاه چولالونگکورن به دلیل نقض امنیت از مقام ریاست دانشجویی سلب مسئولیت شد. این درحالی بود که وی موفق شده بود حمایت هشت تن از فهرست برندگان جایزه صلح نوبل و همچنین دانشگاهیان برجسته‌ای مانند نوآم چامسکی، استیون پینکر و بسیاری دیگر را به‌دست‌آورد. با این حال، پس از ثبت دادخواست خود به دادگاه علیه دانشگاه چولالونگکورن، یک سال بعد دادگاه اداری به نفع وی رای داد و اتهامات او لغو شد و مجدداً به پست ریاست دانشجویان بازگشت.
نتیویت در حال حاضر در دانشگاه چولالونگکورن در رشته علوم سیاسی تحصیل می‌کند و کتابدار کتابخانه است.
در آوریل ۲۰۲۰، او توسط دانشجویان دانشکده علوم سیاسی، دانشگاه چولالونگکورن به عنوان رئیس اتحادیه دانشجویی علوم سیاسی دانشگاه چولالونگکورن برای سالهای ۲۰۲۰–۲۰۲۱ انتخاب گردید.
در ۳۱ مارس ۲۰۲۱، نتیویت توسط دانشجویان دانشگاه چولالونگکورن به عنوان رئیس اتحادیه دانشجویی دانشگاه چولالونگکورن (SUCU) با کسب پیروزی قاطع انتخاب شد که بالاترین رأی برای این موضع و بالاترین میزان مشارکت دانشجویان نسبت به دهه‌های گذشته را نشان می‌دهد.

## دوران کودکی
نتیویت در ۱۰ سپتامبر ۱۹۹۶در بانکوک، تایلند متولد شد. او دومین فرزند یک خانواده طبقه متوسط است و پدرش یک مغازه‌دار است و نتیویت در استان ساموت پراکن بزرگ شده است.

## اتحاد انقلاب آموزشی تایلند
در ۲۰۱۲، نتیویت و گروهی از دانشجویان خود سازمان TERA (اتحاد انقلاب آموزشی تایلند) را تأسیس کردند. یک سازمان تحت رهبری دانشجویان، TERA با هدف فشار به مقامات آموزش و پرورش تایلند به منظور اصلاح سیستم آموزشی تایلند ایجاد شد. این شامل لغو قوانین سختگیرانه یکنواخت، افزایش کیفیت معلمان و برنامه درسی، کاهش آموزش به شیوه رایج و افزایش تعداد مدارس دولتی بود. نتیویت به‌دنبال حضور در یک برنامه تلویزیونی و صحبت در مورد سازمان و علت آن، به عنوان رهبر دانشجویان به رسمیت شناخته شد.

## آموزش برای آزادی سیام
آموزش برای آزادی سیام در دسامبر ۲۰۱۳توسط نتیویت و دیگر فعالان دانشجویی تأسیس شد. نتیویت به عنوان دبیر اول این سازمان فعالیت می‌کند. هدف این گروه فراهم آوردن بستری برای فعالیت دانش آموزان و انتشار اقدامات مشکوک و رفتارهای نادرست توسط مقامات رسمی در سیستم آموزشی تایلند می‌باشد. در ۲۰۱۴، زیر نظر دبیرکل ناتانان وارینتاراوت، این سازمان اعتراض خود را نسبت به اصلاحات آموزشی اعمال شده توسط هونتا با کودتا سر کار آمده بودند به دست آورد.

## فعالیت در دانشگاه چولالونگکورن
در ژوئیه ۲۰۱۶، نتیویت و یکی از دوستانش با امتناع از تعظیم مقابل مجسمه پادشاه راما ششم در رویداد سالانه دانشگاه چولالونگکورن با استناد به اینکه شاه راما ششم، خود عمل تعظیم را لغو کرد، جنجال ایجاد کردند. او از این عمل صورت گرفته هم ستایش و هم انتقاد کرد و این کار نتیویت به ویژه خشم ژنرال پرایوت چان و چا، رهبر حکومت نظامی تایلند را برافروخت. نتیویت همچنین در یک سنت رایج تایلندی معروف به rub nong (تایلندی: รับ น้อง؛ RTGS: rap nong ; IPA: [ráp nɔ́ːŋ]) علیه تهدید کردن دیگران صحبت کرده است.
در ۲۰۱۶، نتیویت شخصاً از فعال مدنی جاشوا وونگ دعوت کرد تا در رویدادی به مناسبت بزرگداشت کشتار دانشگاه تاماست در ۱۹۷۶ برای دانشجویان سخنرانی کند. وونگ هنگام ورود به تایلند به مدت دوازده ساعت در بازداشت بود اما پس از برداشتن محدودیت موفق شد از طریق اسکایپ با شرکت کنندگان صحبت کند. در مه ۲۰۱۷، نتیویت به عنوان رئیس شورای دانشجویی در دانشگاه چولالونگکورن انتخاب شد.

## سلب مسئولیت از شورای دانشجویی
نتیویت و هفت عضو دیگر شورای دانشجویی از مراسم سوگند خارج شدند که آنها را ملزم به تعظیم مقابل مجسمه شاه راما ششم به خاطر اعتراض نمادین کردند. در نتیجه، یکی از اعضا شورا توسط پروفسوری به نام ریونگویت بونجورگات مورد تعرض قرار گرفت و اعضای معترض از طرف دانشگاه «نمرات رفتاری» ایشان کم شد. متعاقباً این امر منجر به حذف اعضا از جمله نتیویت از سمت خود در شورای دانشجویی شد. نتیویت از آن زمان حمایت و پشتیبانی دانشگاهیان و فعالان بین‌المللی، از جمله رولد هافمن، برنده جایزه نوبل، نوام چامسکی، محقق و فعال سیاسی و استیون پینکر، روان‌شناس هاروارد، را به دست آورد.در ژانویه ۲۰۱۸، هفت برنده جایزه نوبل با ارسال طوماری به دانشگاه چولالونگکورن از مدیریت دانشگاه انتقاد کردندکه نتیویت و هفت دوستش راکه تنبیه شده بودند را رفع تنبیه کنند.
در ۲۰۱۹  نتیویت پس از ثبت دادخواست خود علیه دانشگاه در دادگاه دانشگاه چولالونگ کورن، دادگاه اداری به نفع وی حکم دادو مقامات دانشگاه چولالونگ کورن موقعیت ریاست دانشجویی را به وی بازگردانده و تنبیهات رفتاری نتیویت را از وی سلب کردند.